# フォルツァ・イタリア
フォルツァ・イタリア（イタリア語: Forza Italia, "FI"）は、イタリアの政党。「フォルツァ」とはイタリア語で「がんばれ」を意味し、「フォルツァ・イタリア」の言葉は本党の設立以前から使われてきた。1994年、シルヴィオ・ベルルスコーニにより結成された。
2009年、自由の人民結成に伴い解党したが、2013年に再結成した。

## 歴史

### 第一期
第二次世界大戦後、イタリア政界はキリスト教民主主義（DC）・イタリア社会党（PSI）による長期連立政権が運営されていた。しかし1990年代前半に発覚した政界汚職（タンジェントポリ）の摘発により、イタリア政界は大混乱に陥り、国民の政界不信は頂点に達しキリスト教民主党は分裂に追い込まれた。
そのような状況下、イタリアを代表する実業家であったベルルスコーニは1994年1月、新党「フォルツァ・イタリア」結成を突如発表し次期総選挙への出馬を表明した。
ベルルスコーニがフリーメイソンのロッジである「ロッジP2」の構成員であった当時のメンバーがその中核を占め、自ら率いるメディアグループフィニンヴェストによる大規模なメディア戦を展開して中道右派勢力を束ね政党連合（候補者名簿連合）「自由の極（イタリア北部）」「善政の極（イタリア南部）」を結成し、3月の総選挙では既存政党への批判を吸収し両院で第一党に躍進した。
左派系政党がイタリア民主党を結党したのに対抗して、国民同盟と合流して自由の人民を結成した。2009年3月27日、正式に単独政党としての同党は解散された。

### 第二期
2013年、ベルルスコーニの脱税容疑を発端とした党内対立により、求心力回復を目的に再結成した。しかしベルルスコーニ側近で副首相兼内相・自由の人民幹事長のアンジェリーノ・アルファノは再結成に参加せず、院内会派「新中道右派」を結成。中道右派勢力は分裂した。
2023年6月12日にベルルスコーニが死去したため、7月15日に副党首のアントニオ・タイヤーニを後任党首に選出。タイヤーニは「我々の党首はベルルスコーニだけ」として、党会合でトップの名称を「書記長」に変更するよう提案し、承認された。